# Studernheim
Studernheim ist ein Stadtteil und ein Ortsbezirk der kreisfreien Stadt Frankenthal (Pfalz) in der nördlichen Vorderpfalz. Der Ort war bis zur Eingemeindung 1919 eine eigenständige Gemeinde.

## Geographische Lage
Studernheim liegt etwa 3 km südlich der Kernstadt unmittelbar an der Gemarkungsgrenze zu Ludwigshafen am Rhein und dessen Stadtteil Oggersheim, der sich südöstlich anschließt. Die Gemarkungsfläche beträgt 422,9 Hektar.

## Geschichte
Bis gegen Ende des 18. Jahrhunderts gehörte Studernheim zur Kurpfalz. Von 1798 bis 1814, als die Pfalz Teil der Französischen Republik (bis 1804) und anschließend des Napoleonischen Kaiserreichs war, war das Dorf in den Kanton Frankenthal eingegliedert und unterstand dort der Mairie Oppau. 1815 hatte der Ort 227 Einwohner. Im selben Jahr wurde er Österreich zugeschlagen. Bereits ein Jahr später wechselte der Ort wie die gesamte Pfalz in das Königreich Bayern. Von 1818 bis 1862 gehörte er dem Landkommissariat Frankenthal an; aus diesem ging das Bezirksamt Frankenthal hervor. 1919 erfolgte die Eingemeindung in die benachbarte Stadt Frankenthal. 1928 hatte Studernheim 740 Einwohner, die in 140 Wohngebäuden lebten.

## Religion
Im 18. Jahrhundert war die damalige örtliche Kirche zusätzlich für die Reformierten aus Oggersheim zuständig. In der ersten Hälfte des 20. Jahrhunderts gehörten die Katholiken zur Pfarrei von Eppstein, die Protestanten zu derjenigen von Oggersheim.

## Politik

### Ortsbeirat
Für den Stadtteil Studernheim wurde ein Ortsbezirk gebildet. Die Interessen der Einwohner werden durch ein eigenes Gremium vertreten. Dem Ortsbeirat gehören neun Beiratsmitglieder an, den Vorsitz im Ortsbeirat führt der direkt gewählte Ortsvorsteher.
Zur Zusammensetzung des Ortsbeirats siehe die Ergebnisse der Kommunalwahlen in Frankenthal (Pfalz).

### Ortsvorsteher
Thomas Batke (FWG) wurde am 4. Juli 2024 Ortsvorsteher von Studernheim. Bei der Kommunalwahl am 9. Juni 2024 hatte er sich mit einem Stimmenanteil von 59,6 % gegen einen Mitbewerber durchgesetzt.
Batkes Vorgänger Karl Ober (SPD) hatte das Amt 20 Jahre inne und kandidierte 2024 nicht erneut.

### Wappen
| Wappen von Studernheim | Blasonierung: „In Gold der heilige Petrus wachend, in blauem Mantel, mit goldenem Nimbus, in der Rechten ein mit dem Bart nach oben gekehrter silberner Schlüssel, in der Linken ein rotes Buch mit goldenen Beschlägen.“ |
| Wappen von Studernheim | Wappenbegründung: In Anlehnung an das bis 1497 zurückreichende Siegel wird im Wappen der hl. Petrus mit den üblichen Attributen Schlüssel und Buch dargestellt; St. Petrus war Patron des Wormser Domkapitels, das die Patronatsrechte an der Studernheimer Kirche ausübte. Das Wappen ist ungenehmigt und wird gewohnheitsrechtlich geführt. |

## Kultur

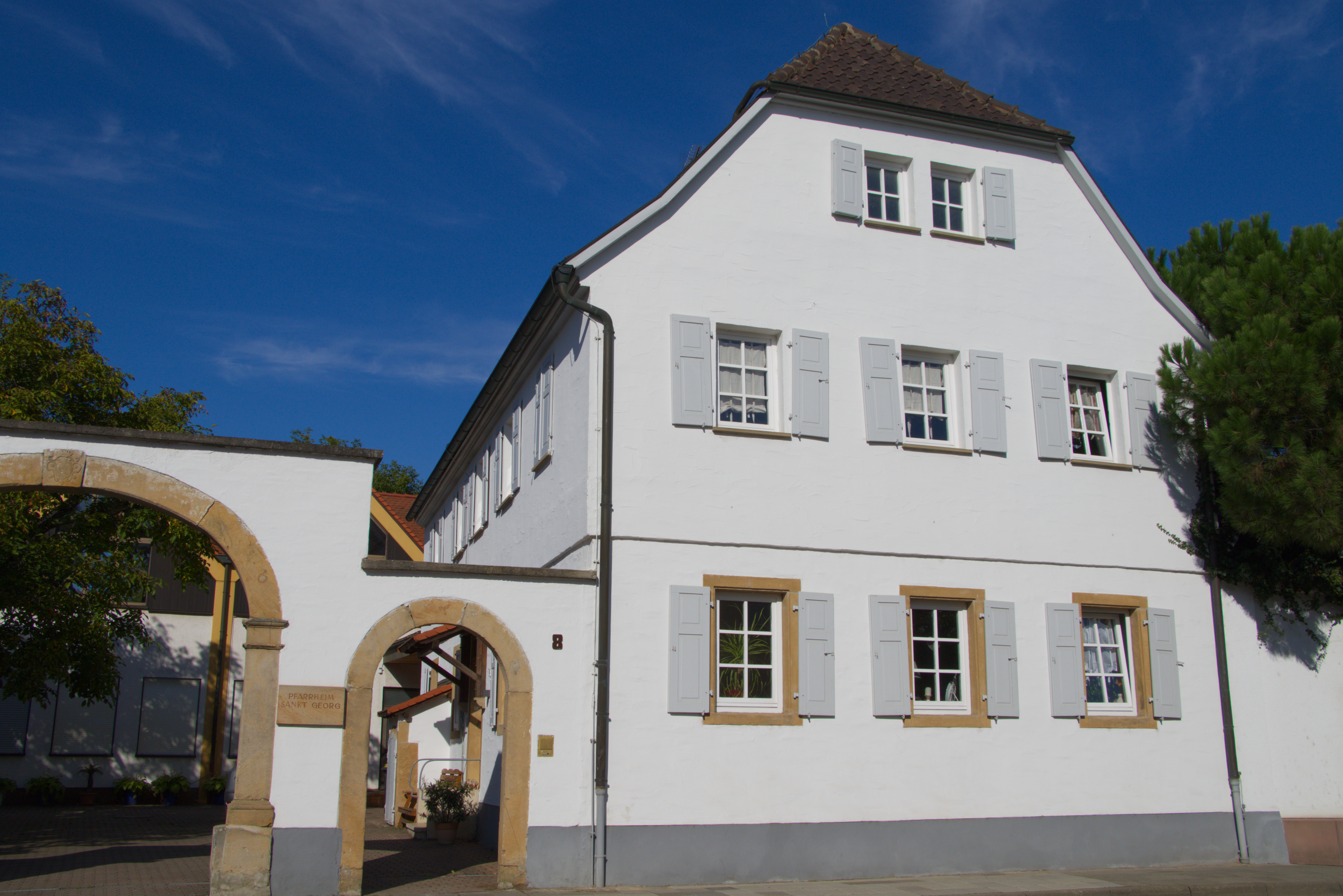
Denkmalgeschütztes Wohnhaus

Mit dem Schulhaus, der katholischen Pfarrkirche St. Georg, einem Wohnhaus und einer Kapelle – beide in der Oggersheimer Straße – existieren vor Ort insgesamt vier Objekte, die unter Denkmalschutz stehen.

## Verkehr
Westlich der Bebauung verläuft in Nord-Süd-Richtung die Bundesstraße 9. Die Buslinie 467 verbindet den Ort mit der Kernstadt sowie mit Oggersheim; von Montag bis Samstag verkehrt sie halbstündlich, an Sonntagen stündlich.

## Persönlichkeiten
- Konrad Schredelseker (1774–1840), Dorfschullehrer und Landvermesser, entwarf 1804 eine Gemarkungskarte von Studernheim.
- Franz Schöberl (1845–1908), Architekt, erbaute 1879 die örtliche St.-Georg-Kirche.
- Georg Schubert (1899–1968), Bildhauer, schuf 1953 östlich des Ortes ein großes Sandstein-Kruzifix.